# سارة هيب
سارة هيب (بالإنجليزية: Sarah Heap)‏ هي مُدرسة نيوزيلندية، ولدت في 27 نوفمبر 1870 في أشتون أندر لاين ‏ في المملكة المتحدة، وتوفيت في 14 يوليو 1960.